# (21862) Joshuajones
(21862) Joshuajones est un astéroïde de la ceinture principale d'astéroïdes.

## Description
(21862) Joshuajones est un astéroïde de la ceinture principale d'astéroïdes. Il fut découvert le 12 octobre 1999 à Socorro (Nouveau-Mexique) par le projet LINEAR. Il présente une orbite caractérisée par un demi-grand axe de 3,06 UA, une excentricité de 0,08 et une inclinaison de 8,7° par rapport à l'écliptique.

## Compléments